# ザ・ビートルズ/グレイテスト・ヒッツ
『ザ・ビートルズ/グレイテスト・ヒッツ』(Beatles' Greatest)は、1978年4月5日にアナログLPで発売されたビートルズのベスト・アルバムである。

## 解説
本作は1965年にヨーロッパでリリースされたビートルズのヒット・コレクション・アルバム。1978年に日本で発売された際にはオランダ・オリジナル盤としてリリースされた。1963年1月の「プリーズ・プリーズ・ミー」から1965年4月の「涙の乗車券」まで、シングル曲、EP収録曲、アルバム収録曲が任意に組まれている。
なお、「オール・マイ・ラヴィング」はミキシング違いがあり、イントロ前にリンゴ・スターのドラムスによるカウントが入る。この曲以外は日本にあるマスター･テープが使われたため、オリジナル盤収録の「抱きしめたい」「アイ・フィール・ファイン」の別ミックスは未収録である。

## 収録曲

### アナログA面
1. 抱きしめたい - I Want To Hold Your Hand　(Lennon - McCartney)
演奏時間：（2'24"）、リード・ヴォーカル：ジョン・レノン、ポール・マッカートニー
欧州盤はイギリス・オリジナル盤（『オールディーズ』収録）とはミキシングが異なる。
2. ツイスト・アンド・シャウト - Twist And Shout　(Medley - Russell)
演奏時間：（2'33"）、リード・ヴォーカル：ジョン・レノン
アイズレー・ブラザーズのカヴァー曲。
3. ビートルズがやって来るヤァ!ヤァ!ヤァ! - A Hard Day's Night　(Lennon - McCartney)
演奏時間：（2'32"）、リード・ヴォーカル：ジョン・レノン（主部）、ポール・マッカートニー（中間部）
4. エイト・デイズ・ア・ウィーク - Eight Days A Week　(Lennon - McCartney)
演奏時間：（2'43"）、リード・ヴォーカル：ジョン・レノン、ポール・マッカートニー
5. 恋する二人 - I Should Have Known Better　(Lennon - McCartney)
演奏時間：（2'41"）、リード・ヴォーカル：ジョン・レノン
6. ロング・トール・サリー - Long Tall Sally　(Johnson - Penniman - Blackwell)
演奏時間：（2'03"）、リード・ヴォーカル：ポール・マッカートニー
リトル・リチャードのカヴァー曲。
7. シー・ラヴズ・ユー - She Loves You　(Lennon - McCartney)
演奏時間：（2'17"）、リード・ヴォーカル：ジョン・レノン、ポール・マッカートニー
モノラル・ヴァージョンを疑似ステレオ化したもの。
8. プリーズ・ミスター・ポストマン - Please Mister Postman　(Dobbin - Garrett - Garman - Brianbert)
演奏時間：（2'34"）、リード・ヴォーカル：ジョン・レノン
マーヴェレッツのカヴァー曲。

### アナログB面
1. アイ・フィール・ファイン - I Feel Fine　(Lennon - McCartney)
演奏時間：（2'18"）、リード・ヴォーカル：ジョン・レノン
欧州盤はアメリカ編集盤『ビートルズ '65』収録物と同じリバーブがかかったヴァージョンで収録。
2. ロック・アンド・ロール・ミュージック - Rock And Roll Music　(Berry) 
演奏時間：（2'30"）、リード・ヴォーカル：ジョン・レノン
チャック・ベリーのカヴァー曲。
3. 涙の乗車券 - Ticket To Ride　(Lennon - McCartney)
演奏時間：（3'10"）、リード・ヴォーカル：ジョン・レノン
4. プリーズ・プリーズ・ミー - Please Please Me　(McCartney - Lennon)
演奏時間：（2'00"）、リード・ヴォーカル：ジョン・レノン
5. イット・ウォント・ビー・ロング - It Won't Be Long　(Lennon - McCartney)
演奏時間：（2'11"）、リード・ヴォーカル：ジョン・レノン
6. フロム・ミー・トゥ・ユー - From Me To You　(McCartney - Lennon)
演奏時間：（1'56"）、リード・ヴォーカル：ジョン・レノン、ポール・マッカートニー
7. キャント・バイ・ミー・ラヴ - Can't Buy Me Love　(Lennon - McCartney)
演奏時間：（2'11"）、リード・ヴォーカル：ポール・マッカートニー
8. オール・マイ・ラヴィング - All My Loving　(Lennon - McCartney)
演奏時間：（2'08"）、リード・ヴォーカル：ポール・マッカートニー
イントロ前にリンゴ・スターのドラムスによるカウントが入る。